# Икигами: Гласник смрти
Икигами: Гласник смрти (јап. イキガミ, Ikigami) је манга коју је написао и илустровао Моторо Масе. Серијализовала се од 2005. до 2012. године у Шогакукановим манга ревијама Weekly Young Sunday (2005–2008) и Big Comic Spirits (2008–2012). Поглавља су сакупљена у десет танкобона. 
У Србији, издавачка кућа Festina Lente је у периоду од 2013. до 2014. године радила на преводу ове манге, и укупно превела три од десет томова. Промоција српске верзије манге одржана је на фестивалу Јапанизам 5. јула 2013. године.
Манга је 2008. године адаптирана у играни филм под називом Икигами.
Шогакукан је 2021. године објавио да ће манга добити наставак под називом Икигами: Саирин („Икигами: Повратак”). Наставак је почео да се објављује 10. септембра 2021. године у Big Comic-у. Први танкобон изашао је 30. јуна 2022. године.

## Радња
Радња је смештена у дистопијској верзији Јапана. Како би се повећала продуктивност народа, и поштовала „драгоценост живота,“ јапанска влада је одлучила да је неопходно периодично убијати насумично изабране становнике. Изабрани становник ће дан пред смрт добити Икигами — обавештење о смрти. 

## Списак томова
| Прва епизода: „Крај освете” (復讐の果て ) - Први део - Други део - Трећи део | Друга епизода: „Заборављена песма” (忘れられた歌 ) - Први део - Други део - Трећи део |

| Трећа епизода: „Дрога истинске љубави” (純愛ドラッ ) - Први део - Други део - Трећи део | Четврта епизода: „Одлазак у рат” (出征前夜 ) - Први део - Други део - Трећи део |

| Пета епизода: „Побуна живота” (命の暴走 ) - Први део - Други део - Трећи део | Шеста епизода: „Најслађа лаж” (最愛の嘘 ) - Први део - Други део - Трећи део |

## Пријем
Карло Сантос (Anime News Network) има генерално позитивно мишљење о манги, с тим да му се не свиђа мелодраматичност неких прича. Такође, није фан главног лика, рекавши „Фуџимото нема велики удео у причи, углавном је само наратор. У том случају, ако се неће развити као лик и пошто се већ мало појављује, боље и да није ту“. С друге стране, свиђа му се начин на који Моторо пише дијалоге, рекавши да су пуни емоција и реалистични. Такође му се свиђа цртеж, који је једноставан, али савршен са овакву причу; с тим да су позадине понекад збрзане.
Сноу Вајлдсмит (ICv2) је у својој рецензији првог тома дала манги оцену три од пет. Као и Сантос, свиђа јој се реалистичност Моторовог цртежа, као и микс прича; неке су пуне насиља, а неке су дирљиве.
Скот Грин (Aintitcool) у својој рецензији за други том наводи многе критике. Сматра да су приче површне и написане без икакве суптилности, што по њему није карактеристика „зрелијих” манги. 
Манга је 2009−2010. номинована за награду на Интернационалном фестивалу стрипа у Ангулему.
Закључно са мајем 2009. године, Икигамии је продат у више од милион примерека.